# Nanotyrannus lancensis
Nanotyrannus lancensis es la única especie conocida del género extinto Nanotyrannus ("tirano diminuto") de dinosaurio terópodo tiranosáurido, que vivió a finales del período Cretácico, hace aproximadamente de 68 a 66 millones de años, en el Maastrichtiense, en lo que hoy es Norteamérica.

## Descripción
Nanotyrannus es el tiranosáurido más pequeño que se conoce, puesto que solo medía alrededor 5,5 metros de longitud y 2 de altura, un tercio del tamaño del Tyrannosaurus. En general tenía las características de cualquier tiranosáurido del Cretácico, cabeza chata y media cuadrada media cerca de los 60 centímetros, garras y dientes afilados, cuerpo poco liviano, con un peso de alrededor de 900 kg, brazos cortos, piernas y patas largas. Bakker sostiene que Nanotyrannus cazaba en manadas. Dientes de múltiples Nanotyrannus han sido encontrados en huesos de herbívoros.

### Diferencias conTyrannosaurus rex

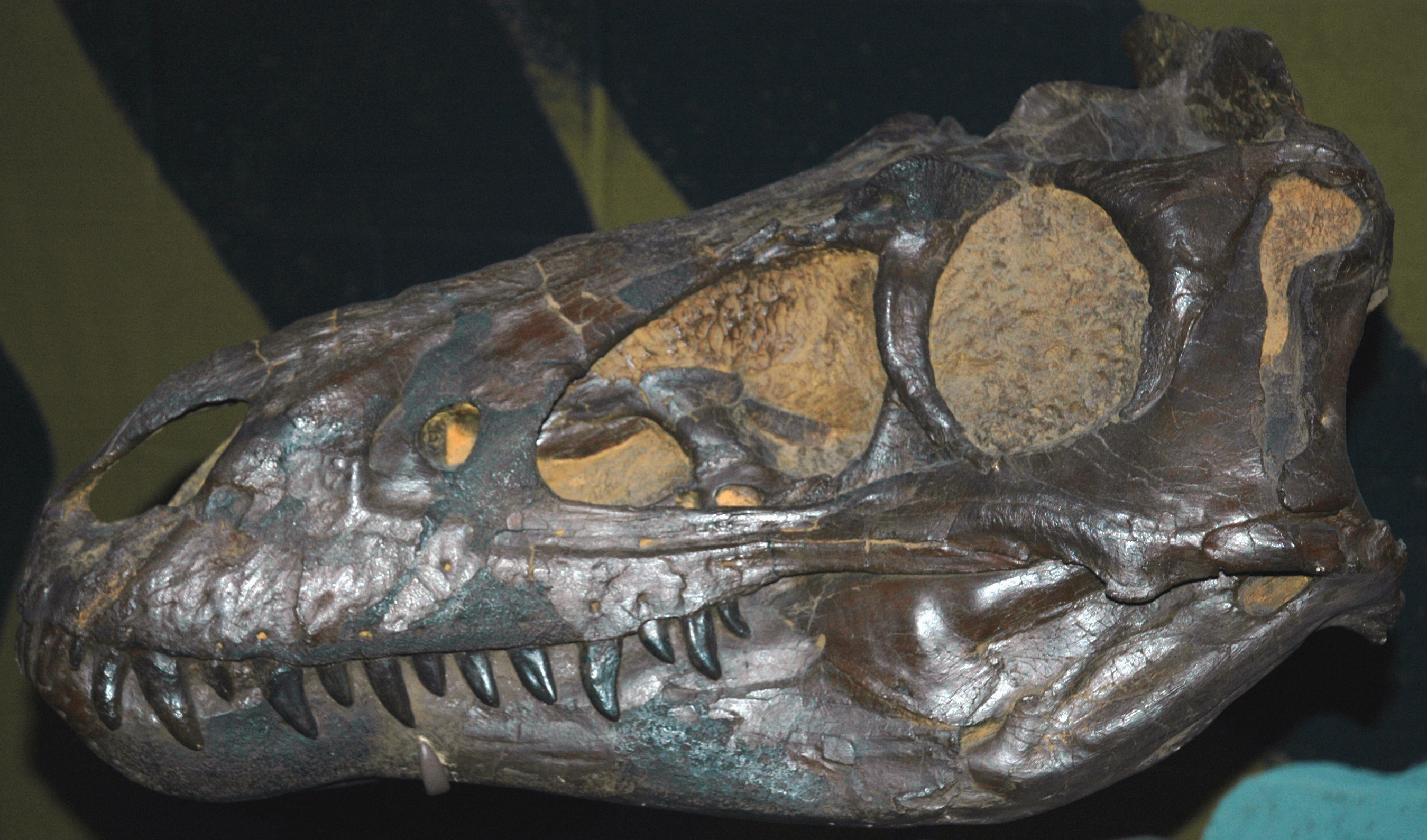
Cráneo holotipo de Nanotyrannus.

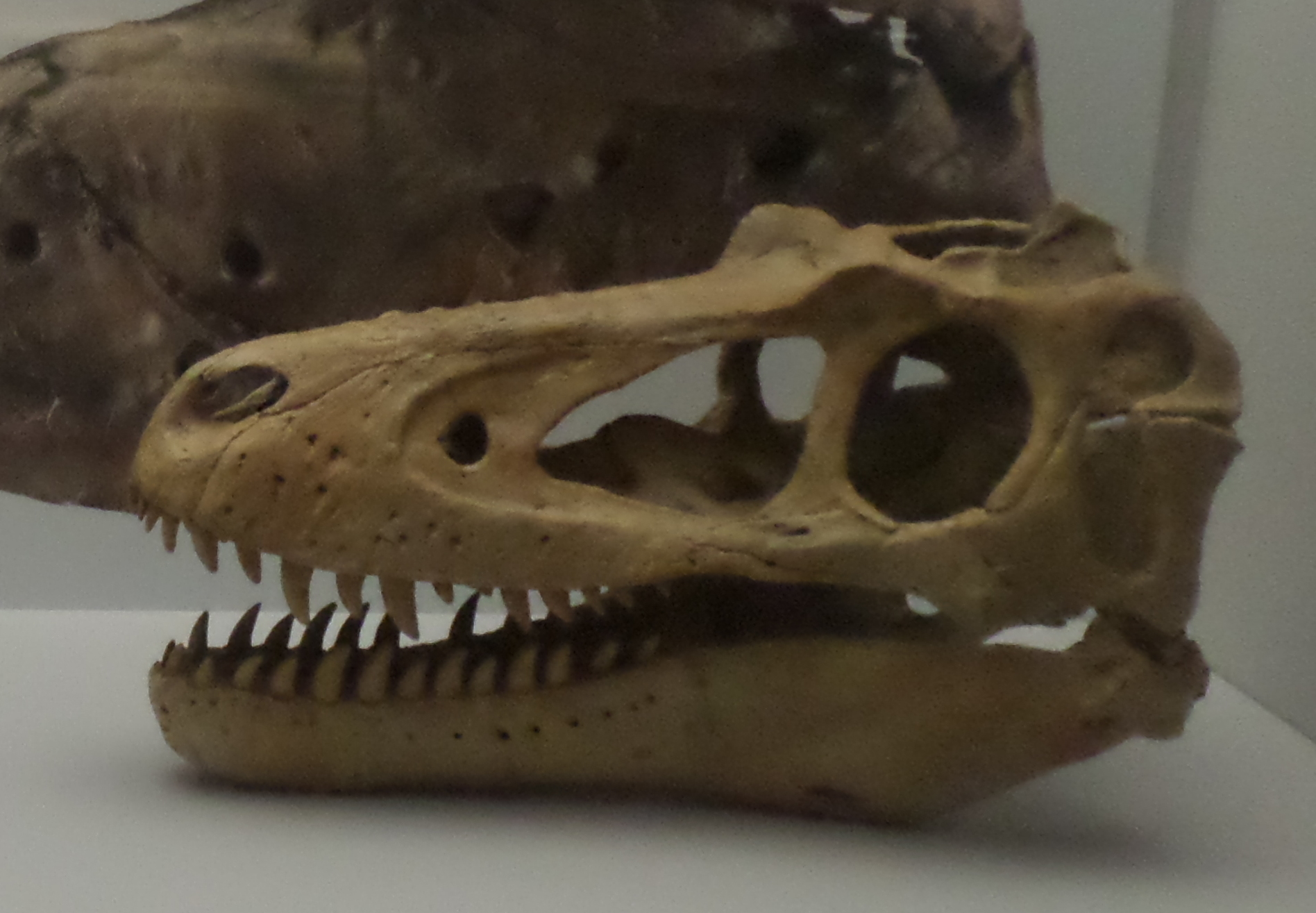
Un cráneo de Nanotyrannus (adelante) comparado con el de un Tyrannosaurus (atrás).

Las principales diferencias que algunos científicos han usado para distinguir a Nanotyrannus lancensis de Tyrannosaurus rex están relacionadas sobre todo al número de dientes. Nanotyrannus poseía más dientes en sus mandíbulas superior e inferior que un Tyrannosaurus adulto. N. lancensis tenía 14 a 15 dientes de cada lado de la mandíbula superior (maxilar) y 16 dientes en cada lado de la inferior (dentario). T. rex, por su parte, tenía 11-12 dientes posicionados en su mandíbula superior y 11-14 en la inferior. Las implicaciones exactas de esta diferencia en el número de dientes ha sido controvertida. En su estudio de 1999 sobre los patrones de crecimiento de los tiranosáuridos, Carr mostró que en Gorgosaurus libratus, el número de dientes decrecía conforme el animal se desarrollaba, y él usó estos datos para apoyar la hipótesis de que N. lancensis es simplemente un T. rex joven. El equipo de científicos que estudió el crecimiento en su pariente Tarbosaurus bataar encontró poca o ninguna reducción en el número de dientes en el crecimiento de la especie, incluso aunque disponían de especímenes mucho más jóvenes de lo que serían los de Nanotyrannus. Estos investigadores también notaron que tanto en Tyrannosaurus como en Gorgosaurus había significativas diferencias en el número de dientes entre individuos de las mismas edades, y que el número de dientes por lo tanto puede variar por factores individuales no relacionados con el crecimiento. Un cráneo de un Tarbosaurus juvenil descubierto en 2006 exhibe el mismo número de dientes que los cráneos adultos de Tarbosaurus, apoyando la idea de que Nanotyrannus es un género diferente.
Otra diferencia citada por quienes apoyan la validez de N. lancensis es la presencia de un pequeño foramen, un agujero en el hueso cuadratoyugal, que está situado en la esquina posterior del cráneo. Tanto el holotipo como el ejemplar "Jane" poseen este rasgo, lo que sugiere que no es una deformidad, y además no es conocido en ningún espécimen de tiranosáurido adulto. Es posible de nuevo que esta sea una variable individual, o que se perdiera durante el paso a la adultez, aunque los estudios de otros tiranosáuridos juveniles no muestran un rasgo equivalente. Sin embargo, muchas de las diferencias que se citan para apoyar la validez de Nanotyrannus son rasgos ontogénica o individualmente variables. El foramen en el cuadratoyugal es también problemático para la validez de Nanotyrannus, ya que la fusión de suturas craneales como signo de madurez en los arcosaurios es evidencia ambigua.
Modelos 3D de las cavidades del cerebro del cráneo holotipo y del cráneo de T. rex muestran que las posiciones de los vasos sanguíneos y los de los archivos adjuntos del nervio óptico no coinciden, posiblemente lo que sugiere una distinción entre Nanotyrannus y T. rex. Esto podría explicarse por los cambios en la forma del cráneo a medida que T. rex crece o la distorsión tafonómica.
El análisis de proporción de extremidades publicado en 2016 sugirió que las muestras de Nanotyrannus tienen diferentes niveles de cursorialidad, citado como una diferencia potencial entre N. lancensis y T. rex. Sin embargo, el paleontólogo Manabu Sakomoto ha comentado que esta conclusión probablemente se ve afectada por el bajo tamaño de la muestra, y la discrepancia no necesariamente refleja la distinción taxonómica. También puede representar una partición de nicho, permitiendo que individuos de diferentes etapas ontogenéticas habiten en el mismo hábitat.
En 2013, Carr declaró que todas las diferencias que afirmaban apoyar a Nanotyrannus resultaron ser características individuales u ontogenéticamente variables o productos de distorsión de los huesos.
Joshua David Schmerge propuso en un artículo de 2016, que Nanotyrannus es un género válido basado en el espécimen BMRP 2002.4.1, debido a su surco dentario que no se ve en especímenes conocidos de Tyrannosaurus rex. Dicha característica se describe como un surco que contiene poros, en la superficie lateral del hueso dentario en los dinosaurios terópodos. Como esa característica solo se encuentra en Dryptosaurus y Albertosaurinae, eso implicaría que Nanotyrannus es un taxón válido anidado dentro de Albertosaurinae, basado en la presencia de este surco, así como otras características del cráneo. En el mismo año, Carr y sus asociados escribieron un documento separado que afirmó que la presencia o ausencia de un surco dentario no aclara la validez de Nanotyrannus o su posición filogenética entre los tirannosauroides, ya que el surco es una característica generalizada de los tirannosauroides que está presente en T. rex y muchos otros especímenes, y que es una característica ontogenéticamente variable que cambia de un surco agudo y profundamente impresionado a un surco más superficial a medida que un individuo madura.

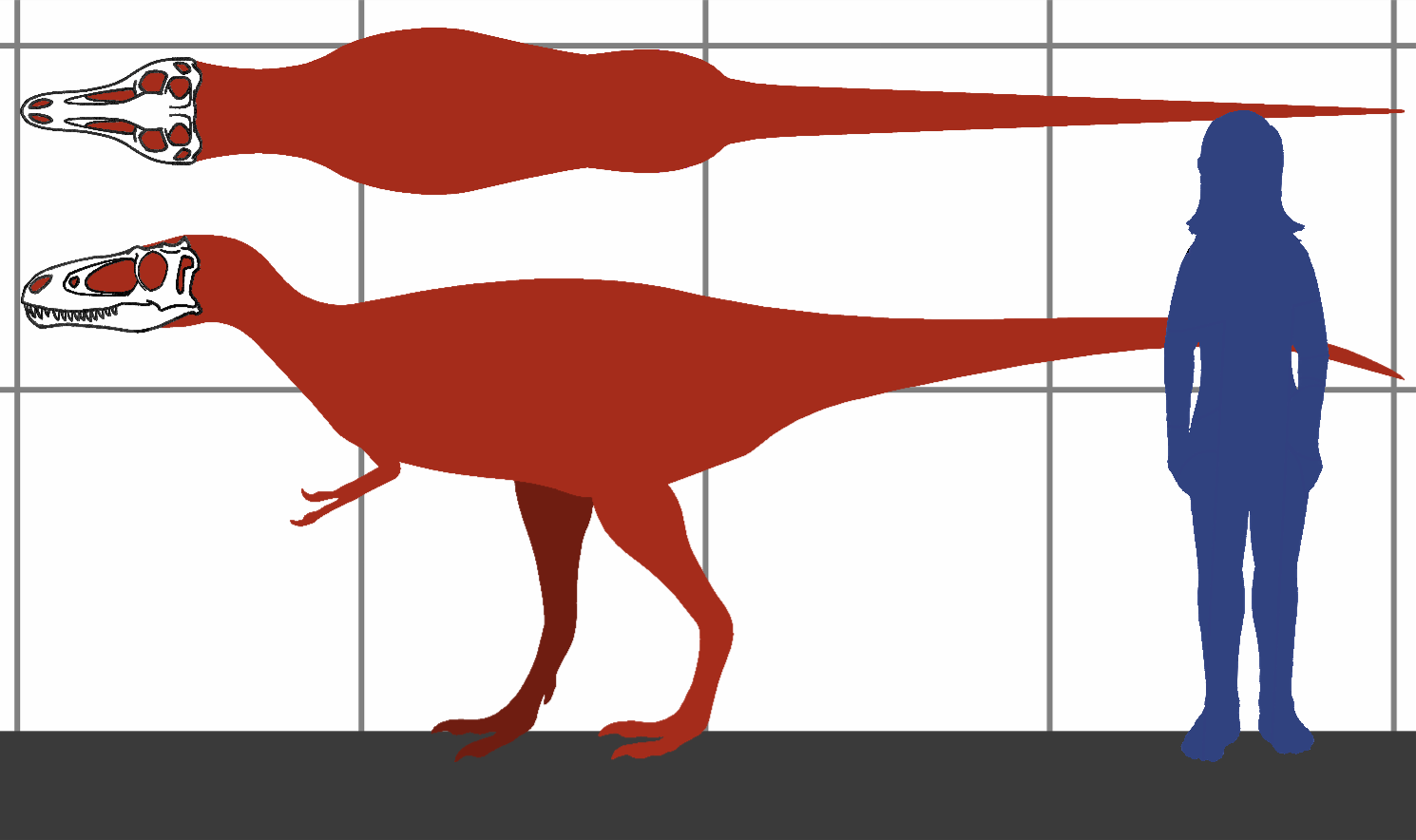
Posible tamaño de Nanotyrannus comparado con un humano.

Carr estudió CMNH 7541 nuevamente en un artículo de 2020 sobre la historia de crecimiento de Tyrannosaurus, encontrando que se ajustaba a la variación ontogenética esperada del taxón, e incluso mostró características juveniles encontradas en otros especímenes. Se clasificó como juvenil, menor de 13 años con un cráneo de menos de 80 centímetros, unido por 24 cambios en el cráneo con especímenes más viejos, los 24 cambios solo ocurren una vez durante la ontogenia. No se percibió una variación sexual o filogenética significativa entre ninguno de los 44 especímenes estudiados, y Carr afirmó que los caracteres de importancia filogenética disminuyen a lo largo de la edad al mismo ritmo que ocurre el crecimiento. Al analizar los resultados de su estudio de 2020, Carr describió cómo todos los especímenes de Nanotyrannus formaron una transición de crecimiento continuo entre los juveniles más pequeños y los subadultos, a diferencia de lo que se esperaría si se tratara de un taxón distinto donde los especímenes se agruparían con la exclusión de Tyrannosaurus. Carr concluyó que "los 'nanomorfos' no son tan similares entre sí y, en cambio, forman un puente importante en la serie de crecimiento de T. rex que captura los comienzos del cambio profundo del cráneo superficial de los juveniles al cráneo profundo que es visto en adultos completamente desarrollados ".
Sin embargo, fuera del ámbito académico, las compañías paleontológicas comerciales y los excavadores independientes tienden a clasificar los dientes dentales y maxilares Tyrannosauridae de la Formación Hell Creek y la Formación Lance como dientes "Tyrannosaurus rex" o "Nanotyrannus". El primero se refiere a dientes que son robustos y en forma de cono, mientras que el segundo se refiere a dientes que son delgados y recurvados. Esta clasificación no se ve afectada por el tamaño del diente. Este punto de vista generalmente es compartido por el mercado internacional de fósiles y los dientes clasificados como "Nanotyrannus" generalmente tienen un precio más bajo que los dientes de "Tyrannosaurus rex".

## Descubrimiento e investigación
Representado por un pequeño cráneo, número de catálogo CMNH 7541, descubierto por Charles W. Gilmore en 1942 y descrito en 1946 como un espécimen de Gorgosaurus lancensis, también conocido como Albertosaurus lancensis y publicado póstumamente. En 1988, el espécimen fue redescrito por Robert T. Bakker, Phil Currie, y Michael Williams, el curador principal del Museo de Historia Natural de Cleveland, donde el espécimen original está depositado y exhibido. La investigación inicial indicó que los huesos del cráneo estaban fusionados, y que por lo tanto representa un espécimen adulto. A la luz de esto, Bakker y sus colegas asignaron al cráneo un nuevo género, llamándolo Nanotyrannus por su tamaño relativamente pequeño. Sin embargo, trabajos subsecuentes han sembrado dudas sobre su clasificación y algunos paleontólogos ya no lo consideran un género propio, puesto que el fósil era contemporáneo del Tyrannosaurus rex. Un detallado análisis del espécimen hecho por Thomas Carr en 1999 indicó que este espécimen era de hecho un juvenil, llevando a Carr y a muchos paleontólogos lo consideran ahora como un ejemplar joven de Tyrannosaurus rex, especialmente desde el descubrimiento en 2001 de un nuevo espécimen de Nanotyrannus, apodado "Jane", número de catálogo BMRP 2002.4.1.

### ControversiaT. rexinmaduro o género separado
Rozhdestvensky, basándose en una serie de crecimiento de Tarbosaurus , sugirió que Gorgosaurus lancensis podría representar un T. rex juvenil, mientras que Russell consideró a G. lancensis en la edad adulta. Posteriormente, Carpenter sugirió que el holotipo de Nanotyrannus lancensis podría ser inmaduro y, siguiendo a Rozhdestvensky, lo interpretó como un juvenil T. rex. Un estudio adicional realizado por Carr estuvo de acuerdo con la identificación de Rozhdestvensky y Carpenter del animal como inmaduro. La evidencia de inmadurez proviene de la existencia de una textura estriada del hueso superficial, que es típica de dinosaurios jóvenes de rápido crecimiento, incluidas las aves existentes.
La taxonomía de Nanotyrannus se complica aún más por el descubrimiento de un pequeño tiranosaurio cerca de Jordan, Montana. El "terópodo de Jordan" tiene dientes premaxilares no aserrados con una punta en forma de cincel, similares a los descritos como Aublysodon por Leidy del Campaniense de Montana. Molnar y Carpenter refirieron el terópodo Jordan a Aublysodon. Paul en 1988 describió al terópodo Jordan como una nueva especie de Aublysodon, Aublysodon molnari. Más tarde fue nombrado como un género distinto, Stygivenator , por Olshevsky. Stygivenator molnari es similar al tipo de Nanotyrannus en morfología general, lo que plantea la posibilidad de que sea sinónimo de Nanotyrannus, en cuyo caso también podría ser un T. rex juvenil. Sin embargo, existen diferencias sutiles y potencialmente significativas en la forma de los dientes, maxilares y dentarios.

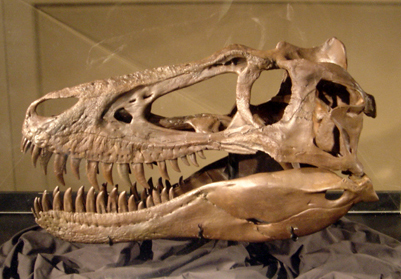
Réplica del cráneo del Nanotyrannus llamado "Jane".

En 2005, una conferencia sobre los tiranosáuridos, sostenida en el Museo de Historia Natural de Burpee, se enfocó en la validez del Nanotyrannus como género. Muchos paleontólogos, como Phil Currie y Donald M. Henderson, que examinaron a Jane concluyeron que el Nanotyrannus fue un T. rex juvenil o una especie muy cercana. Otros, como Peter Larson, continúan apoyando un género separado para Nanotyrannus. El estudio científico de Jane, que publicarán Bakker, Larson, y Currie, puede ayudar a determinar si Nanotyrannus pertenece a un género propio, es un nuevo género y especie de tiranosáurido, o simplemente un Tyrannosaurus rex joven.
El más reciente hallazgo consiste de un fósil de un tiranosáurido completo que fue hallado en Montana en 2006 junto a un enorme casmosaurino sin identificar. Peter Larson ha sugerido que este sería otro espécimen de Nanotyrannus. Los dientes incrustados en el tejido blando del ceratopsiano implican un comportamiento depredador, y parece tener extensas impresiones de piel escamosa similares a las encontradas en algunos ejemplares de Tyrannosaurus, y es notablemente mayor que los especímenes conocidos hasta ahora, comparable en tamaño a Albertosaurus. Este hallazgo queda pendiente de estudios más detallados.
El estudio científico real de "Jane", programado para ser publicado por Bakker, Larson y Currie, puede ayudar a determinar si Nanotyrannus es un género válido, o si simplemente representa un menor T. rex, o si se trata de una nueva especie de un género previamente identificados de tiranosaurio. Además, algunos argumentan que Stygivenator, que generalmente se considera un juvenil de Tyrannosaurus rex, podría ser un espécimen más joven de Nanotyrannus. 
A finales de 2011, se hicieron informes de noticias sobre el descubrimiento en 2006 de un nuevo espécimen de tiranosaurio prácticamente completo encontrado junto con un cerátopsido. Los especímenes fueron estudiados por Robert Bakker y Pete Larson en el sitio, quienes identificaron al ceratopsiano como Triceratops y al tiranosaurio como Nanotyrannus. El espécimen, apodado "Bloody Mary", supuestamente tiene brazos de casi 3 pies de largo, y se dice que los huesos de la mano son una vez y media más largos que los del espécimen de T. rex "Sue". Sin embargo, la verdad a esas afirmaciones, y si el espécimen es distinto de T. rex, actualmente son imposibles de determinar, ya que el espécimen "Bloody Mary" permanece en manos privadas y lejos del acceso científico. El paleontólogo Jack Horner ha ido tan lejos como para afirmar que el espécimen "Bloody Mary" es "científicamente inútil" como resultado de su recolección privada, y no por académicos capacitados para preservar los datos del entorno. La propiedad del espécimen, que se disputa, será decidida por la Corte Suprema de Montana en 2019.

### Últimos trabajos
En 2024 un estudio de Longrich y Saitta examinando múltiples líneas de evidencia y mostrando que la evidencia respalda firmemente el reconocimiento de Nanotyrannus como una especie distinta. Entre las evidencias que publicaron se encuentra en primer lugar que la alta diversidad de tiranosáuridos y dinosaurios depredadores respalda la idea de que múltiples depredadores habitaron el Maastrichtiano tardío de Laramidia. Segundo que Nanotyrannus carece de caracteres que respalden la referencia a Tyrannosaurus o Tyrannosaurinae y difiere de T. rex en más de 150 caracteres morfológicos, mientras que las formas intermedias que combinan las características de Nanotyrannus y T. rex son desconocidos. Terecero la histología muestra especímenes de Nanotyrannus que muestran fusiones esqueléticas, texturas maduras de los huesos del cráneo, tasas de crecimiento lentas en relación con el T. rex,  crecimiento desacelerado en sus últimos años de vida, y curvas de crecimiento que predicen masas adultas de alrededor de 1500 kilogramosg o menos, mostrando que estos animales son subadultos y adultos jóvenes, no tiranosáuridos juveniles. Por otro lado las series de crecimiento de otros tiranosáuridos conocidas, incluidos Tarbosaurus y Gorgosaurus, no muestran los cambios morfológicos propuestos para una serie de crecimiento de Nanotyrannus-Tyrannosaurus, y llegar a Tyrannosaurus a partir de Nanotyrannus requiere varios cambios inconsistentes con los patrones conocidos de desarrollo de los dinosaurios. Además T. rex juvenil existen y muestra características diagnósticas de Tyrannosaurus. Por último el análisis filogenético sugiere que Nanotyrannus puede encontrarse fuera de Tyrannosauridae. Por lo que la diversidad de tiranosáuridos antes de la extinción K-Pg es mayor de lo que se creía anteriormente.

## Clasificación
El último trabajo de Longrich y Saitta recupera a Nannotyranus como un tiranosáurido derivado, pero sin resolver con respecto a Tyrannosaurus , Tarbosaurus y Zhuchengtyrannus. Gilmore en 1946 concluyó que Nanotyrannus lancensis era una especie de Gorgosaurus. Esto lo ubicaría en la familia Tyrannosauridae, en la subfamilia Albertosaurinae. Sin embargo Bakker et al.,  argumentaron que estaba fuera de la división entre Tyrannosaurinae y Albertosaurinae, y representaba una rama lateral primitiva de los tiranosáuridos. Esto coloca a Nanotyrannus fuera de Tyrannosauridae, dependiendo de la definición precisa utilizada. Al incluirlo en un Analisi filogenético se recupera a Nanotyrannus justo fuera de la división Tyrannosaurinae-Albertosaurinae, colocando a Alioraminae por debajo en una posición más basal.

## En la cultura popular
Los Quintaglios de la obra de la Robert J. Sawyer, Quintaglio Ascension Trilogy son una raza de dinosaurios altamente evolucionados e inteligentes descendientes de los Nanotyrannus.

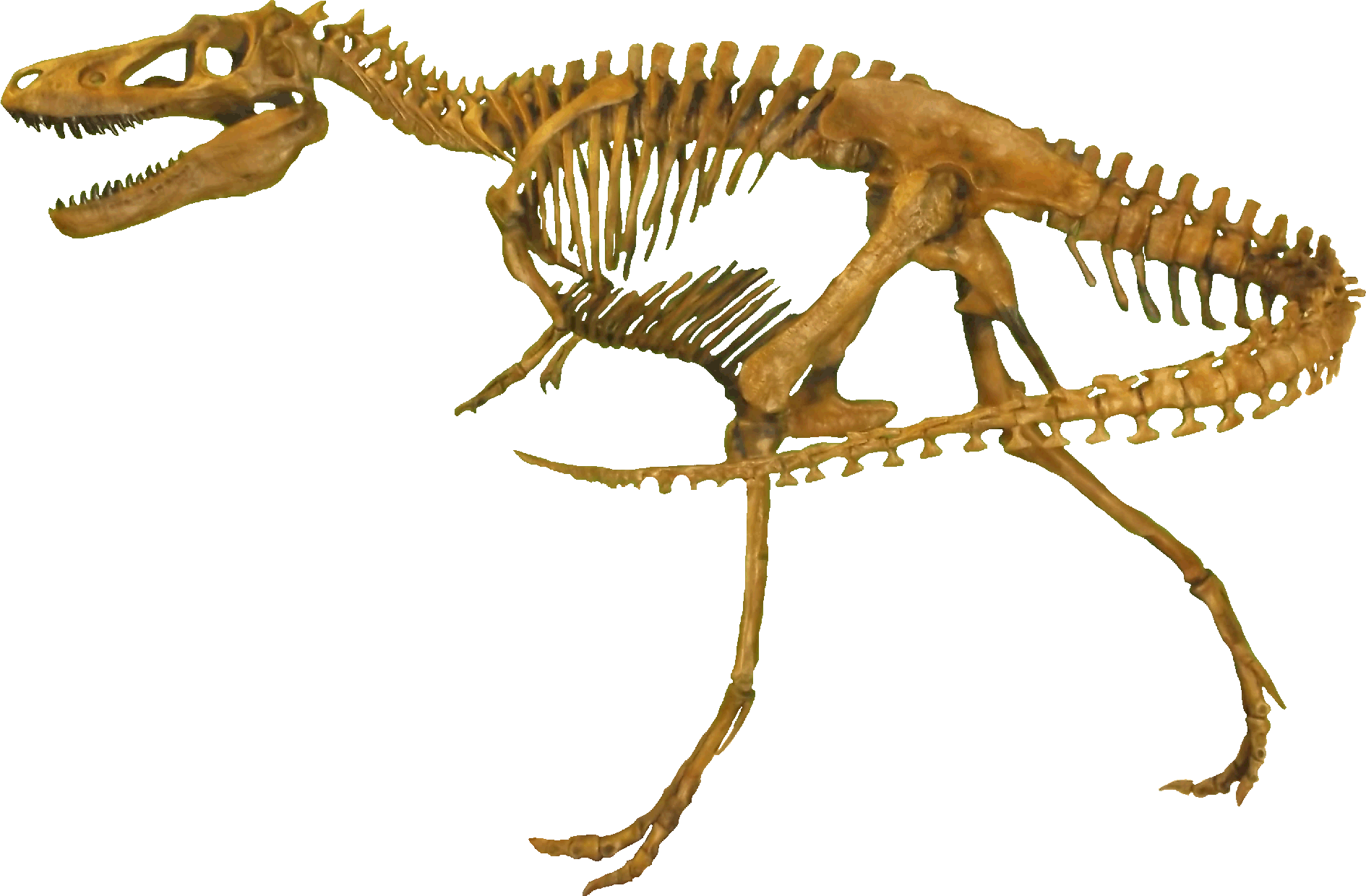
Molde de un esqueleto de Nanotyrannus lancensis en el Rocky Mountain Dinosaur Resource Center.

En 2008, Nanotyrannus aparece en el segundo capítulo de Jurassic Fight Club, un falso documental sobre predadores prehistóricos. El episodio trata la discusión científica en curso sobre la validez del género Nanotyrannus, presentando una batalla especulativa entre dos jóvenes  Tyrannosaurus y un Nanotyrannus, que según muchos autores posiblemente sea un Tyrannosaurus juvenil. El episodio representa a ambos géneros con las palmas de las manos hacia abajo (pronación), pero los dinosaurios no podían hacer esto. El episodio confía mucho en la especulación para determinar quién sería el vencedor en la batalla entre dos géneros similares y posiblemente sinónimos.
En 2014 en la serie de televisión Elementary en la temporada 2 en el episodio "Dead Clade Walking" trata cuando Joan vuelve a echarle un vistazo a uno de los casos sin resolver de Sherlock, descubre que un asesinato sin resolver está conectado a un fósil prehistórico raro el cual resulta ser un fósil de Nanotyrannus encontrado muy por encima del límite KT.